# روبرت أندرسون (لاعب كرة قدم أسترالية)
روبرت أندرسون (بالإنجليزية: Robert Anderson)‏ هو لاعب كرة قدم أسترالية أسترالي، ولد في 19 أغسطس 1959 في كانبرا في أستراليا.

## وصلات خارجية
- روبرت أندرسون على موقع AustralianFootball.com (الإنجليزية)
- روبرت أندرسون على موقع AFLtables.com (الإنجليزية)